# Rugby Rovigo Delta 2010-2011

## Eccellenza 2010-11

### Stagione regolare
| Incontro               | Andata | Ritorno |
| ---------------------- | ------ | ------- |
| Rovigo — Mogliano      | 27-6   | 16-10   |
| GranDucato — Rovigo    | 18-13  | 9-22    |
| Rovigo — I Cavalieri   | 20-10  | 13-6    |
| Rugby Roma — Rovigo    | 22-15  | 8-24    |
| Rovigo — Petrarca      | 31-3   | 34-22   |
| L’Aquila — Rovigo      | 23-34  | 0-36    |
| Rovigo — Veneziamestre | 30-7   | 54-13   |
| S.S. Lazio — Rovigo    | 10-23  | 22-35   |
| Rovigo — Crociati      | 39-15  | 38-3    |

#### Risultati della stagione regolare
| Posizione | G  | V  | N | P | PF  | PS  | DP   | B | Pt |
| --------- | -- | -- | - | - | --- | --- | ---- | - | -- |
| 1ª        | 18 | 16 | 0 | 2 | 504 | 207 | +297 | 9 | 73 |

### Fase finale
| Turno | Incontro          | Andata | Ritorno |
| ----- | ----------------- | ------ | ------- |
| SF    | Crociati — Rovigo | 13-20  | 9-24    |
| F     | Rovigo — Petrarca | 14-18  | 14-18   |

## European Challenge Cup 2010-11

### Prima fase
| Incontro             | Andata | Ritorno |
| -------------------- | ------ | ------- |
| Rovigo — La Rochelle | 3-38   | 17-71   |
| Gloucester — Rovigo  | 90-7   | 55-7    |
| Rovigo — Agen        | 10-33  | 11-61   |

#### Risultati della prima fase
| Posizione | G | V | N | P | PF | PS  | DP   | B | Pt |
| --------- | - | - | - | - | -- | --- | ---- | - | -- |
| 4ª        | 6 | 0 | 0 | 6 | 55 | 348 | -293 | 0 | 0  |

## Verdetti
- Rovigo qualificato alla European Challenge Cup 2011-12.